# 富貴寺
富貴寺（日语：ふきじ）是位於日本大分縣豐後高田市的一座天台宗寺院。山號蓮華山。本尊是阿弥陀如來。富貴寺所在的國東半島自古就是佛教繁盛之地。富貴寺大堂是近畿地方之外少數平安時代的建築，在1952年11月22日被指定為國寶。2013年10月17日，富貴寺境內被指定為史跡。

## 外部連結
富貴寺 - 豊後高田市HP
- 富貴寺 - 豊後高田市観光協会